# Wilhelm Hartkopf (Maler)
Wilhelm Hartkopf (* 14. Juli 1862 in Solingen, Rheinprovinz; † 21. September 1918 in Dessau, Anhalt) war ein deutscher Genre- und Porträtmaler der Düsseldorfer Schule.

## Leben

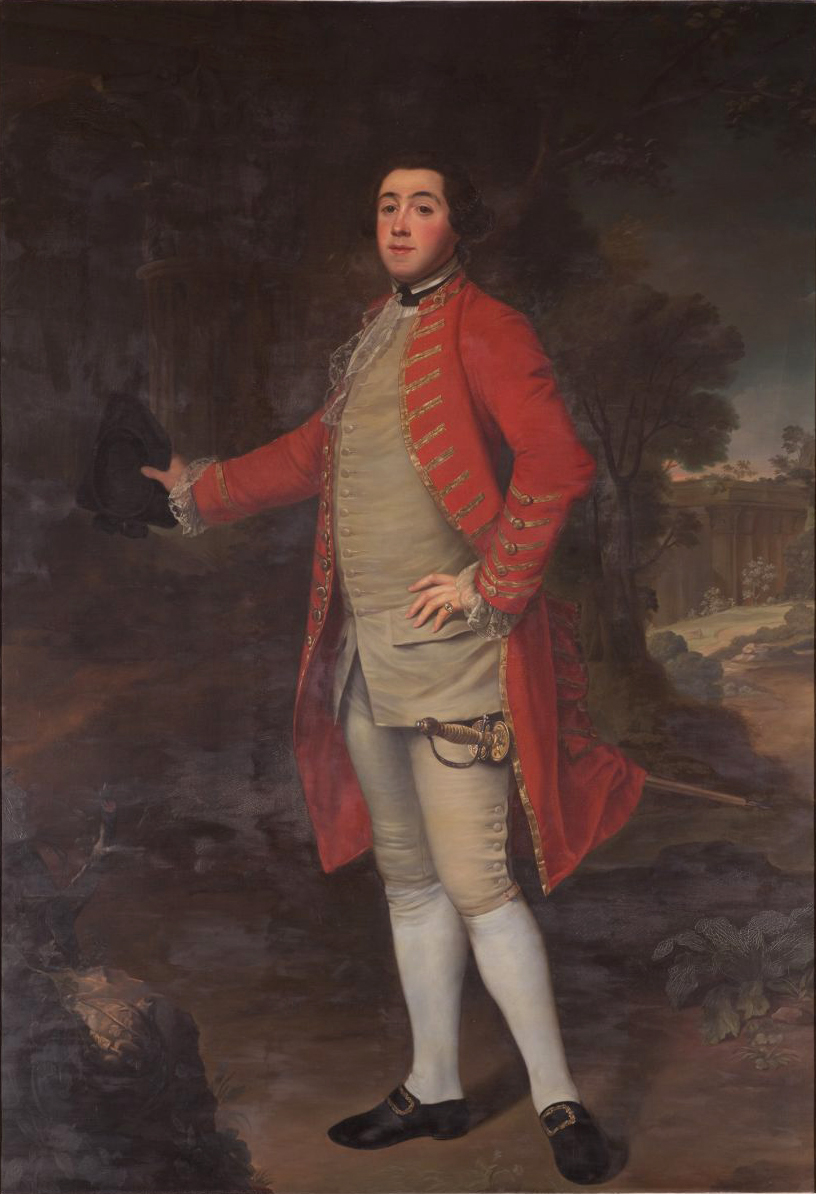
Leopold III. Franz Friedrich Fürst von Anhalt-Dessau, Kopie von Wilhelm Hartkopf nach dem 1766 entstandenen Originalporträt von Anton von Maron, Kulturstiftung Dessau-Wörlitz

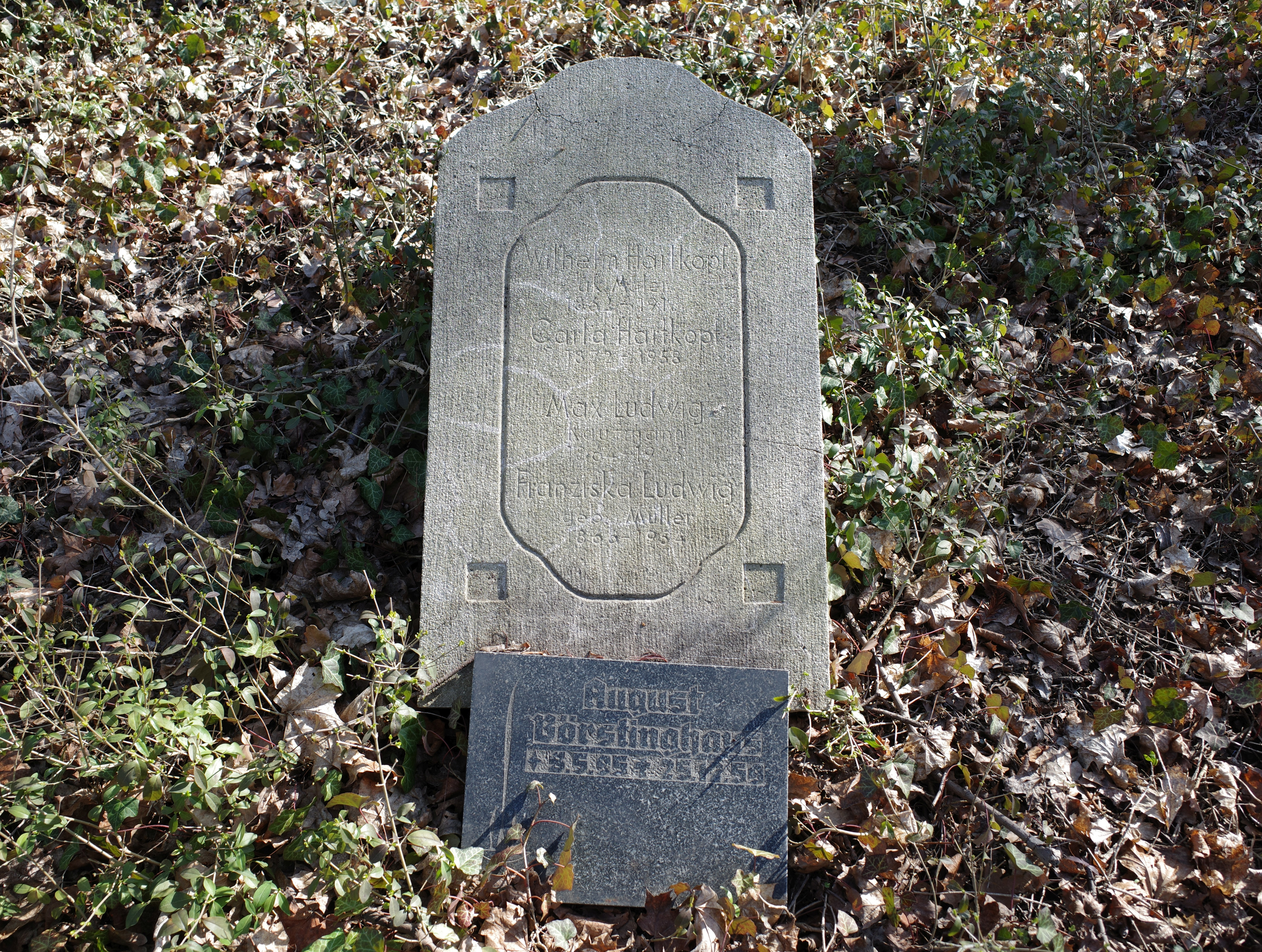
Ruhestätte in Dessau

Hartkopf studierte von 1881 bis 1887/1888 an der Kunstakademie Düsseldorf Malerei. Dort war er Schüler von Peter Janssen dem Älteren, Eduard Gebhardt und Julius Roeting. Er leitete eine Malschule in Magdeburg, bevor er 1905 nach Dessau ging. Dort war er vor allem als Bildnismaler tätig. Mit Fritz Buchholz, Wilhelm Danz, Oskar Hassebrauck (1863–1925), Friedrich Hüllweck, Wilhelm Schulze-Rose und Emanuel Semper gehörte er um 1906 zur Dessauer Künstlerkolonie bzw. zur Vereinigung bildender Künstler Dessau.